# إرجاع الحامل

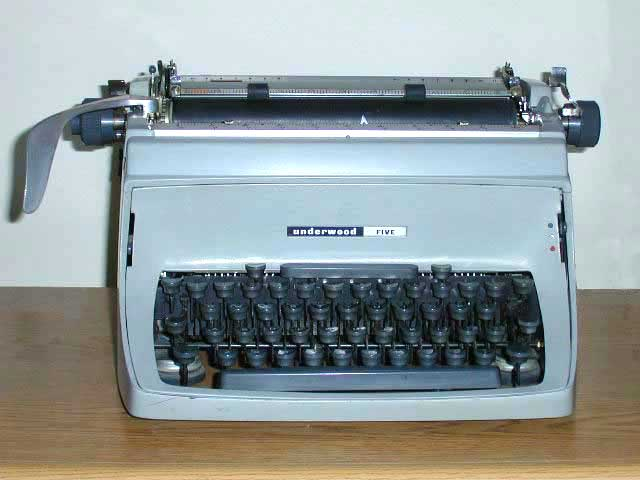
آلة كاتبة من إنتاج شركة أندروود للآلات الكاتبة

في أنظمة الطباعة الميكانيكية، إرجاع الحاضن  أو إرجاع الحاملة أو عودة العربة وفي أنظمة الطباعة الرقمية، محرف الإرجاع أو العودة إلى بداية السطر  أو مفتاح الإرجاع أو إرجاع حامل الورقة (بالإنجليزية: carriage return)‏ وتختصر في الكثير من الأحيان إلى CR> ،CR> أو العودة، هو حرف تحكم أو آلية استخدمت لإعادة تعيين موضع الجهاز إلى بداية السطر. يرتبط مفهوم الإرجاع بشكل وثيق مع مفاهيم سلسلة السطور والسطر الجديد، على الرغم من أنه يمكن النظر فيه بشكل منفصل.

## الآلة الكاتبة
يعود مصطلح «الإرجاع» في الأصل إلى الآلية أو الرافعة على الآلة الكاتبة. حيث أنه في الآلات ذات الورق المثبت في العربة المتحركة، كانت الرافعة تحرك بعد كتابة سطر من النص بحيث تنتقل إلى أقصى اليمين حتى يكون الانحياز إلى الجانب الأيسر من الورقة. تقوم الرافعة أيضا بإعادة التغذية للورقة وتقديمها إلى السطر التالي.

## الحاسوب
في الحوسبة، الإرجاع هو واحد من أحرف التحكم في مجموعة رموز ASCII، Unicode، وEBCDIC والعديد من النظم الأخرى. يقوم هذا الأمر بأمر الطابعة أو غيرها في نظم الإخراج مثل الشاشة، نقل موقع المنزلقة إلى المركز الأول على نفس الخط. وكان في الغالب يستخدم جنبًا إلى جنب مع خط تغذية (LF) للانتقال إلى السطر التالي، ليبدأ سطرًا جديدًا. يشار إلى هذا التسلسل بـ CRLF.